# Moog (film)
Moog è un documentario del 2004 diretto da Hans Fjellestad, incentrato sulla figura di Robert Moog, l'inventore del sintetizzatore.

## Trama
Alcuni musicisti che hanno fatto del sintetizzatore uno dei propri cavalli di battaglia, dialogano con Robert Moog, scomparso l'anno successivo.

## Distribuzione
La pellicola è stata fatta uscire appositamente nel 2004, per celebrare i cinquant'anni di vita della casa discografica del musicista, fondata nel 1954.

## Riconoscimenti
- 2004 - In-edit FilmFestival
  - Miglior documentario